# Erastria nodieri
Erastria nodieri là một loài bướm đêm trong họ Geometridae.